# Uruma
Uruma (japanisch うるま市 Uruma-shi, deutsch ‚kreisfreie Stadt Uruma‘) ist eine Stadt auf Okinawa Hontō und vorgelagerten Inseln in der japanischen Präfektur (-ken) Okinawa.

## Geschichte
Die Stadt Uruma wurde am 1. April 2005 aus den ehemaligen Gemeinden Gushikawa, Ishikawa, Katusren und Yonajo gegründet.

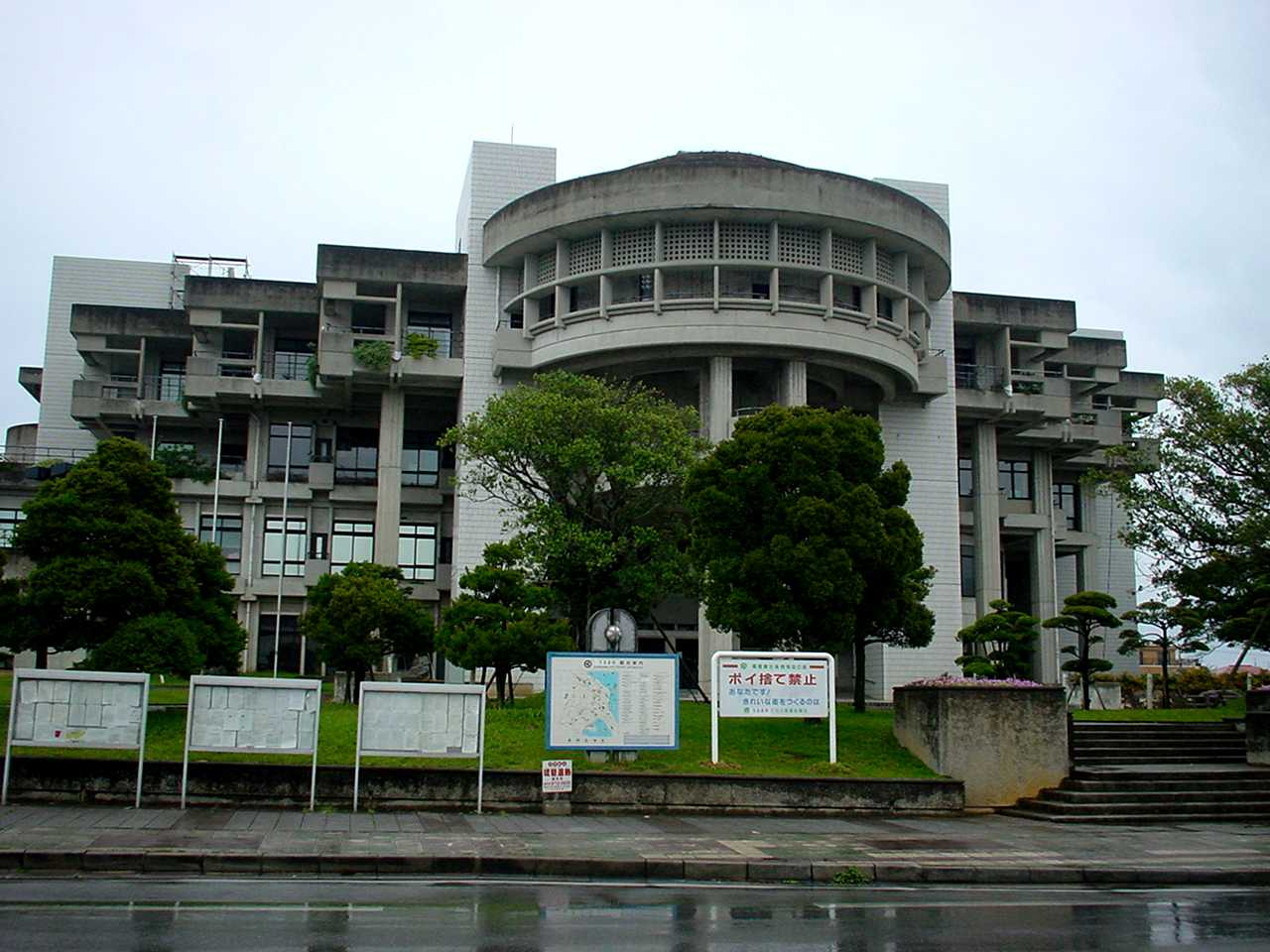
Rathaus von Uruma

## Verkehr
- Straße
  - Okinawa-Autobahn
  - Nationalstraße 329

## Angrenzende Städte und Gemeinden
- Okinawa-shi (kfr. Stadt Okinawa)
- Kunigami-gun (Kreis Kunigami)
  - Kin-chō (Stadt Kin)
  - Onna-son (Dorf Onna)

## Persönlichkeiten
- Takashi Chinen (* 1967), Turner
- Masafumi Miyagi (* 1991), Fußballspieler